# 倉廩散
倉廩散，為中藥方劑名，主治瘟疫，特別是因瘟疫而引發之下痢，甚至不能禁食，以及發燒不退之症狀。

## 辨證要點
- 胸脘痞悶
- 嘔吐
- 食不下嚥
- 舌胎膩

## 方劑組成
本方劑有二個出處：
1. 《普濟方．卷二百一十三方附論》之倉廩散：人參、茯苓、甘草、前胡、川芎、羌活、柴胡、枳殼、桔梗、獨活、陳倉米[註 2]各等分，加生薑、薄荷煎湯熱服。
2. 《萬病回春．卷三》方之倉廩散：人參（一錢）、茯苓（一錢）、甘草（一錢）、前胡（一錢）、川芎（一錢半）、羌活（一錢）、柴胡（二錢）、枳殼（一錢）、桔梗（一錢）、黃連（一錢），陳倉米300粒，加生薑、大棗，水煎服。

## 主治
1. 《普濟方．卷二百一十三方附論》之倉廩散主治噤口痢[註 3]，毒氣沖心，有熱作吐者。[註 4]
2. 《萬病回春．卷三》方之倉廩散主治：痢疾赤白，發熱不退，腸胃中有風邪熱毒及時行瘟疫沿門闔境皆下痢噤口者。[註 5]

此外，本方亦可用來治療流行性感冒、以及中毒性下痢。